# اتفاقية استكهولم بشأن الملوثات العضوية الثابتة

شعار أمانة اتفاقية استكهولم

اتفاقية استكهولم بشأن الملوثات العضوية الثابتة هي معاهدة بيئية دولية وقعت في عام 2001 ودخلت حيز التنفيذ اعتبارا من مايو 2004 وتهدف للقضاء أو الحد من إنتاج واستخدام الملوثات العضوية الثابتة.

## الجدل
على الرغم من أن بعض النقاد زعموا أن المعاهدة مسؤولة عن استمرار ارتفاع عدد وفيات الملاريا، إلا أنها في الواقع تسمح تحديدًا باستخدام مادة الـ دي. دي. تي لأغراض الصحة العامة لمكافحة البعوض (ناقل الملاريا). وهناك أيضًا طرق لمنع استهلاك كميات كبيرة من مادة الـ دي. دي. تي باستخدام وسائل أخرى لمكافحة الملاريا مثل شبكات النوافذ. ما دامت تُتخذ تدابير معينة، مثل استخدام الـ دي. دي. تي داخل المنازل، يُمكن استخدام كميات محدودة من المادة بطريقة منظمة. من وجهة نظر الدول النامية، فإن نقص البيانات والمعلومات حول مصادر وانبعاثات ومستويات ملوث عضوي ثابت في البيئة يعيق المفاوضات بشأن مركبات محددة، ويسلط الضوء على الحاجة الملحة للبحث.